# Minamoto no Tsunenobu

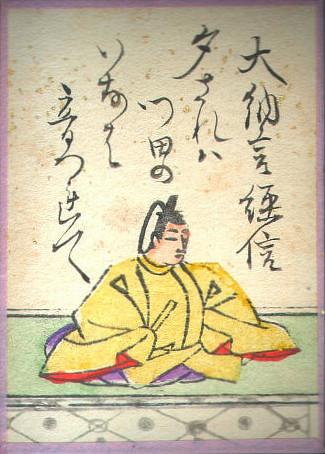
Abbildung des Dainagon Tsunenobu im Ogura Hyakunin Isshu

Minamoto no Tsunenobu (japanisch 源 経信; * 1016; † 20. Februar 1097) war ein hochrangiger Beamter (kugyō) am kaiserlichen Hof, Kanshi- und Waka-Dichter, sowie Musiker.

## Leben
Minamoto no Tsunenobu war der Sohn des Gon-Chūnagon Minamoto no Michikata und einer Tochter des Gouverneurs von Harima Minamoto no Kunimori. 1065 wurde er kaiserlicher Chefsekretär (蔵人頭, kurōdo no tō) und 1091 Dainagon. 1094 erhielt er den Posten des außerordentlichen Militärgouverneurs von Dazaifu (大宰権帥, dazai no gon no sochi). Dadurch wurde er auch als Gen Totoku (源 都督) bezeichnet, wobei Gen die sinojapanische Lesung seines Familiennamens Minamoto ist und totoku (chin. dūdū) eine chinesische Amtsbezeichnung für einen Militärprovinzgouverneur ist, als Anlehnung an seinen Posten als dazai no gon no sochi.
Einer seiner Söhne war der Dichter Minamoto no Toshiyori.

## Poesie
Seine ersten Gedichte erschienen in der Sammlung Yūshi Naishinnō-ke Meisho Uta-awase. Er war als Dichter Konkurrent des Fujiwara no Michitoshi, zu dessen kaiserlicher Gedichtsammlung Goshūi-wakashū er eine Gegensammlung erstellte.
Von ihm ist eine eigene Gedichtsammlung erhalten, zudem wurden 86 seiner Gedichte in die Sammlung Goshūi-Wakashū und weiterer kaiserlicher Sammlungen wie Kin’yō-wakashū aufgenommen. In Katsura bei Kyōto gründete Tsunenobu eine Schule für das Biwa-Spiel. Er wird daher nach seinem Wohnort auch als Katsura Dainagon (桂大納言) bezeichnet.